# All Japan Budo Federation
| Portal | Portal:Sport |

All Japan Budo Federation (japansk: 総合武道場　日本正武館) er en international organisation med afdelinger i mere end 38 forskellige lande, stiftet i 1969. Hovedkvarteret er placeret i hovedstaden i Japan, Kyoto.
All Japan Budo Federation (AJBF) organiserer disciplinerne Kendo, Iaido, Judo, Karatedo, Aikido og brydning.

## Definition af stilarter
AJBF definerer kendo på samme måde, som All Japan Kendo Federation definerer deres kendo på, det vil sige på baggrund af Shin-budo.
Desuden definerer AJBF deres Judo i overensstemmelse med Kodokan Judo, der blev stiftet af Jigoro Kano.
For Aikidos vedkommende definerer AJBF stilarten der blev dannet af Morihei Ueshiba.

## AJBF's historie
Nippon Seibukan Dojo blev stiftet af Suzuki Masafumi i 1952. Senere i 1969 grundlagde den nu afdøde Masafumi Suzuki forbundet "Zen Nihon Budo Renmei" (ZNBR) eller "All Japan Budo Federation" (AJBF) med Nippon Seibukan som hovedskolen. Masafumi Suzuki var indehaver af 8. Dan i både Kendo, 8 Dan i Iaido, 9. Dan i Ju-jitsu, 5. Dan i Judo og 10. Dan i Goju-Ryu Karate.
AJBF har blandt andet afdeling i United Kingdom og Australien.

## Internationale kendoforbund
Eksempler på andre internationale kendoforbund der organiserer den moderne form for Kendo:
- Dai Nippon Butoku Kai (DNBK)
- International Budokan Kendo Federation (IBKF)
- International Kendo Federation (FIK)
- International Martial Arts Federation (IMAF)